# Paphiopedilum sangii
Paphiopedilum sangii är en orkidéart som beskrevs av Guido Jozef Braem. Paphiopedilum sangii ingår i släktet Paphiopedilum och familjen orkidéer. Inga underarter finns listade i Catalogue of Life.